# Xorides maculatus
Xorides maculatus là một loài tò vò trong họ Ichneumonidae.